# Cherami Leigh

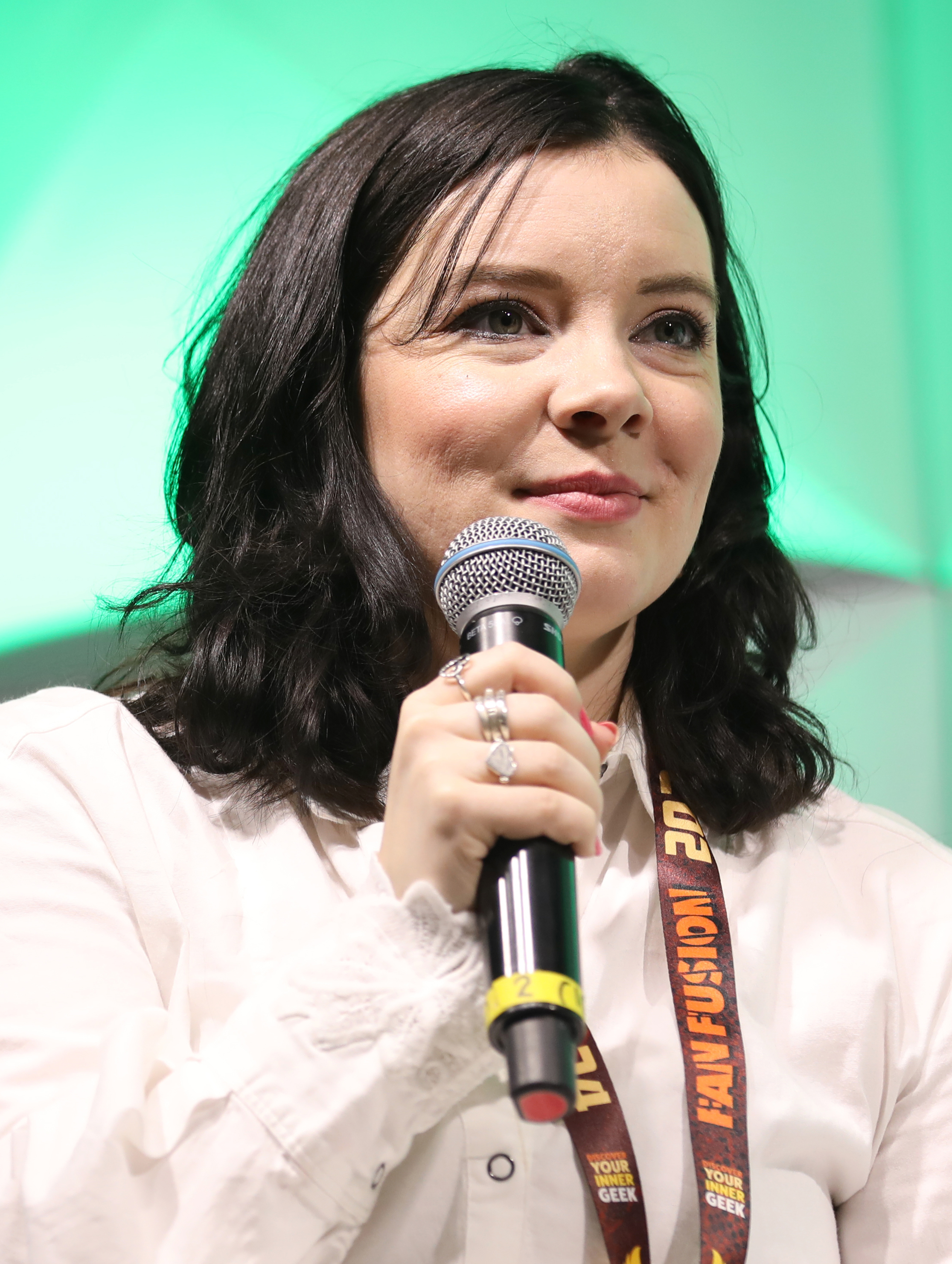
Cherami Leigh (2024)

Cherami Leigh Kuehn (* 19. Juli 1988 in Dallas, Texas) ist eine US-amerikanische Schauspielerin und Synchronsprecherin. Sie hat für verschiedene englischsprachige Versionen von japanischen Anime-Serien gesprochen sowie für Videospiele.

## Biografie
Als Kind spielte sie Gretchen in Finding North, Marcia in Temple Grandin, Young LeAnn Rimes in Holiday in Your Heart, Stacy Anderson in The President’s Man und trat mehrere Male in Walker, Texas Ranger auf. Später spielte sie Kim in Richard Linklaters Fast Food Nation, Danielle in Ethan Hawkes The Hottest State und arbeitete mit Frank Darabont in Der Nebel als „Teenage Girl“. Sie hatte außerdem Gastauftritte in Friday Night Lights als Ginnie Warwick, in The Deep End als Sarah und in Chase als Katie Calvin.
Sie hat außerdem für Radio Disney als DJ gearbeitet und machte zehn Jahre Voiceovers für Werbezwecke für ABC Radio.
Leigh spielte Robyn Goode in der Teenager-Horror-Internetserie Throwing Stones, und Anne Wells im kommenden Drama Beyond the Farthest Star. In der Komödie Not Cool von Shane Dawson übernahm sie eine tragende Rolle.

## Filmografie

### Trickfilmrollen
- 1992–1993: Pretty Soldier Sailor Moon (Bishōjo Senshi Sērā Mūn, Fernsehserie, 14 Folgen) … als Minako Aino – Sailor Venus
- 2000–2004: One Piece (Wan pîsu: One Piece, Fernsehserie, 39 Folgen) … als Aisa, Miss Goldenweek, verschiedene
- 2004: Paws & Tales, the Animated Series: Seeing the Unseen (Kurzfilm) … als Staci Bear
- 2004–2005: Sgt. Frog (Keroro Gunsō, Fernsehserie, 46 Folgen) … als Natsumi Hinata
- 2005: Peach Girl (Pīchi Gāru, Fernsehserie) … als Sae Kashiwagi
- 2005: XXXHolic, ein Sommernachtstraum (Gekijōban XXXHolic Manatsu no Yoru no Yume) … als Himawari Kunogi
- 2005: Paws & Tales, the Animated Series: A Closer Look (Kurzfilm) … als Staci Bear
- 2005: Suzuka (Fernsehserie, fünf Folgen) … zusätzliche Stimmen
- 2005: Itsudatte my Santa … zusätzliche Stimmen
- 2005–2006: Shuffle! (Fernsehserie, 23 Folgen) … als Primula
- 2006: Witchblade (Fernsehserie, 24 Folgen) … als Naomi
- 2006: Ouran High School Host Club (Ōran Kōkō Hosuto Kurabu, Fernsehserie, zwei Folgen) … als Kirimi Nekozawa
- 2006: Negima!? Natsu Special!? (Kurzfilm) … als Setsuna Sakurazaki, Akira Okochi
- 2006: Negima!? Haru Special!? (Kurzfilm) … als Setsuna Sakurazaki, Akira Okochi
- 2006: Black Blood Brothers (Fernsehserie) … als Chan
- 2006–2007: Sasami: Magical Girls Club (Sasami Mahō Shōjo Kurabu, Fernsehserie, 26 Folgen) … als Makoto Hozumi
- 2006–2007: Ghost Hunt (Fernsehserie, 25 Folgen) … als Mai Taniyama
- 2006–2007: D.Gray-man (Fernsehserie, 16 Folgen) … als Road Kamelot
- 2007: Burst Angel: Infinity (Bakuretsu Tenshi: Infinity, Kurzfilm) … als Shirley
- 2007: Oh! Edo Rocket (Ōedo Roketto, Fernsehserie, drei Folgen) … als Shunpei
- 2007: Darker than Black (Darker than Black – Kuro no Keiyakusha, Fernsehserie, zwei Folgen) … als July, Mai Kashiwagi
- 2007: Kaze no Stigma (Kaze no Sutiguma, Fernsehserie, 24 Folgen) … als Ayano Kannagi
- 2007: Big Windup! (Ōkiku Furikabutte, Fernsehserie, 19 Folgen) … als Chiyo Shino’oka
- 2007: Seto no Hanayome (Fernsehserie, 17 Folgen) … als Lunar Edomae
- 2007: Mushishi (Fernsehserie, zwei Folgen) … als Renzu
- 2007: School Rumble (Sukūru Ramburu, Fernsehserie) … als Satsuki Tawaraya
- 2007: Baccano! (Fernsehserie) … als Mary Beriam
- 2007: Heroic Age (Fernsehserie) … als Yuty La
- 2007–2008: Bamboo Blade (Banbū Burēdo, Fernsehserie, 26 Folgen) … als Tamaki Kawazoe
- 2008: Sekirei (Fernsehserie, eine Folge) … als Hibiki
- 2008: Casshern Sins (Fernsehserie, Folge 1x02) … als Wrench
- 2008: Shikabane Hime (Shikabane Hime: Aka, Fernsehserie, fünf Folgen) … als Itsuki Yamagami
- 2008: Ga-Rei – Monster in Ketten (Garei – Zero, Fernsehserie, Folge 1x01) … als Mami Izumi
- 2008: Nabari no Ō (Fernsehserie) … als Shijima Kurookano
- 2008: Rosario + Vampire (Fernsehserie) … als Kyoko Aono
- 2008: Gunslinger Girl -Il Teatrino (Gansuringā Gāru -Il Teatrino-, Fernsehserie) … als Beatrice
- 2008–2009: Master of Martial Hearts (Zettai Shōgeki: Puratonikku Hāto, Kurzfilmreihe, fünf Folgen) … als Natsume Honma
- 2008–2009: Soul Eater (Sôru îtâ, Fernsehserie, 37 Folgen) … als Patricia „Patty“ Thompson
- 2009: Fullmetal Alchemist: Brotherhood (Hagane no Renkinjutsushi, Fernsehserie, zwei Folgen) … als Elicia Hughes, zusätzliche Stimmen
- 2009: Summer Wars (Samā Wōzu) … als Mao Jinnouchi
- 2009: Seiken no Blacksmith (Seiken no Burakkusumisu, Fernsehserie, 12 Folgen) … als Cecily Campbell
- 2009: Tales of Vesperia: The First Strike (Teiruzu obu Vesuperia: The first strike, Fernsehserie) … als Estellise „Estelle“ Sidos Heurassein
- 2009–2010: Fairy Tail (Fernsehserie, 30 Folgen) … als Lucy Heartfilia
- 2010: Ikki Tousen: Xtreme Xecutor (Ikki Tōsen: XTREME XECUTOR, Fernsehserie, 12 Folgen) … als Bachou Mouki
- 2010: Ōkami-san and her Seven Companions (Fernsehserie, Folge 1x12) … als Machiko Himura
- 2010: Black Butler (Kuroshitsuji II, Fernsehserie, drei Folgen) … als Elizabeth Midford
- 2010: Panty & Stocking with Garterbelt (Panti & Sutokkingu with Gātāberuto, Fernsehserie, zwei Folgen) … als Kneesocks
- 2010: Strike Witches … als Yoshika Miyafuji
- 2010: B Gata H Kei: Yamada’s First Time (Fernsehserie) … als Miharu Takeshita
- 2010: Dance in the Vampire Bund (Dansu in za Vampaia Bando, Fernsehserie) … als Mei Ren
- 2010: Shiki (Fernsehserie) … als Sunako Kirishiki
- 2010: Trigun: Badlands Rumble … als Amelia Ann McFly (jung)
- 2011: Hindsight (Kurzfilm) … als Stacy
- 2011–2012: Steins;Gate (Fernsehserie, 24 Folgen) … als Suzuha Amane
- 2012: Fairy Tail the Movie: The Phoenix Priestess (Gekijōban Fairy Tail: Hōō no Miko) … als Lucy Heartfilia
- 2012: Sword Art Online (Fernsehserie, 19 Folgen) … als Asuna
- 2013: RDG: Red Data Girl (Fernsehserie, eine Folge) … als Origuchi
- 2014: Ribbit … als Sandy
- 2021: Die Addams Family 2 (Stimme)
- 2022: Fortnite …  als The Imagined[4]

- Birdy the Mighty: Decode … als Natsumi Hayamiya
- C - Control – The Money and Soul of Possibility … als Hanabi Ikuta
- Cat Planet Cuties … als Chayka
- Densetsu no Yūsha no Densetsu … als Ku Orla
- Dragonaut – The Resonance (Doragonōtsu: Za Rezonansu, Fernsehserie) … als Sieglinde Baumgold
- Freezing (Fernsehserie) … als Chiffon Fairchild (in den Credits aufgeführt als Ceelee Rose)
- Hell Girl (Jigoku Shōjo, Fernsehserie) … als Saki Kirino
- Hetalia: Axis Powers (Fernsehserie) … als Liechtenstein
- Initial D … als Kazumi Akiyama
- Kore wa Zombie Desu ka? (Fernsehserie) … als Eucliwood Hellscythe
- Kenichi: The Mightiest Disciple (Shijō Saikyō no Deshi: Ken’ichi, Fernsehserie) … als Honoka Shirahama, Makoto
- Linebarrels of Iron (Kurogane no Rainbareru, Fernsehserie) … als Shizuna Endo
- Rin – Daughters of Mnemosyne (Fernsehserie) … als Yuki Maeno
- Save Me! Lollipop (Mamotte! Roripoppu) … als Riru (Fernsehserie, 11 Folgen)
- Shakugan no Shana (Fernsehserie, Staffeln 2–3, Film, OVA) … als Shana
- Strain: Strategic Armored Infantry (Sōkō no Sutorein, Fernsehserie) … als Lottie Gelh
- The Tower of Druaga … als Uoo Roo
- Tsubasa – Reservoir Chronicle … als Suzuran, Satsuki

### Realfilmrollen
- 1996, 1999: Walker, Texas Ranger (Fernsehserie, zwei Folgen)
- 1997: Holiday in Your Heart (Fernsehfilm)
- 1998: Finding North
- 2000: The President’s Man (Fernsehfilm)
- 2006: Fast Food Nation
- 2006: The Hottest State
- 2007: Der Nebel (The Mist)
- 2008: Friday Night Lights (Fernsehserie, eine Folge)
- 2010: Du gehst nicht allein (Temple Grandin, Fernsehfilm)
- 2010: The Deep End (Fernsehserie, eine Folge)
- 2010: Chase (Fernsehserie, eine Folge)
- 2010: Virgin Mary Christmas (Kurzfilm)
- 2010: Spilt Milk
- 2012: Reel Dudes (Fernsehserie, vier Folgen)
- 2012: Throwing Stones (Fernsehserie, 14 Folgen)
- 2013: Cry
- 2013: Longmire (Fernsehserie, eine Folge)
- 2013: Beyond the Farthest Star
- 2013: Bones – Die Knochenjägerin (Bones, Fernsehserie, Staffel 9, Folge 11)
- 2013–2014: The Walking Tedd (Fernsehserie, sechs Folgen)
- 2014: Shameless (Fernsehserie, eine Folge)
- 2014: Not Cool
- 2015: I Hate Myselfie (Kurzfilm)

### Videospielrollen
- 2008: Lux-Pain (Rukusu pein) … als Nami Kamishiro
- 2011: Kansei … als Li Mei
- 2011: The Gunstringer … zusätzliche Stimmen
- 2012: Borderlands 2 … als Veanna Granlund, Kellis Morrison, Norico Sullivan, Gaige
- 2012: Hyperdimension Neptunia Victory … als Plutia/Iris Heart
- 2013: Yousei … als Li Mei
- Mugen Souls Z … als Syrma
- 2017: Friday the 13th - The Game … als Tiffany Cox
- 2017: Horizon Zero Dawn ... als Ikrie
- 2017: Fire Emblem Echoes: Shadows of Valentia … als Mae
- 2017: Fire Emblem Heroes … als Cecilia, Gwendolyn, Mae, Shiida
- 2017: Nier: Automata … als A2
- 2017: Persona 5 … als Makoto Niijima/Queen
- 2019: Fire Emblem: Three Houses … als Rhea, Seiros
- 2020: Persona 5 Royal … als Makoto Niijima/Queen
- 2020: The Legend of Heroes: Trails in the Sky … als Arianrhod
- 2020: Cyberpunk 2077 … als V (weibliche Stimme)
- 2021: Deathloop … als Fia Zborowska